# You Can Call Me Al
You Can Call Me Al ist ein Lied von Paul Simon aus dem Jahr 1986, das von ihm geschrieben und produziert wurde. Es erschien auf dem Album Graceland.

## Geschichte
Auf den Namen des Songs kam Paul Simon, nachdem er auf einer Party vom Gastgeber aus Versehen mit Al und Simons damalige Frau Peggy Harper mit Betty angesprochen worden war. Im Mittelpunkt des Liedes steht ein Mann, der unter einer Midlife Crisis leidet. Die Veröffentlichung fand am 5. September 1986 statt.
Wesentlich beigetragen zur Popularität von Al hat das Bass-Solo von Bakithi Kumalo, das mit einem markanten Palindrom endet – die erste Hälfte des Schlusses wurde aufgenommen und – rückwärts abgespielt – dahinter kopiert. Weiterhin steuerte Morris Goldberg ein Solo auf der in der Popmusik ungewöhnlichen Tin Whistle bei.

## Rezeption
Die Single erreichte eine hohe Chartposition im Vereinigten Königreich mit Platz vier sowie eine mittlere in den USA mit Platz 23. Aber auch in einigen anderen Ländern wie Frankreich mit Platz 16, Belgien (Flandern) mit Platz zwei oder Neuseeland mit Platz sechs war das Lied platziert.
In einem Trailer zum Film Eine Wahnsinnsfamilie konnte man den Song hören.

## Musikvideo
Gary Weis führte für das Musikvideo Regie. In der zweiten Fassung des Musikvideos trat neben Simon einer seiner besten Freunde, der Schauspieler Chevy Chase, auf. Dieser singt das Lied lippensynchron, während Simon mehr oder weniger teilnahmslos daneben sitzt oder verschiedene Musikinstrumente spielt.

## Kommerzieller Erfolg

### Chartplatzierungen
| ChartsChartplatzierungen       | Höchstplatzierung | Wochen |
| ------------------------------ | ----------------- | ------ |
| Vereinigte Staaten (Billboard) | 23 (29 Wo.)       | 29     |
| Vereinigtes Königreich (OCC)   | 4 (15 Wo.)        | 15     |

### Auszeichnungen für Musikverkäufe
| Land/Region                  | Auszeichnungen für Musikverkäufe (Land/Region, Auszeichnung, Verkäufe) | Verkäufe  |
| ---------------------------- | ---------------------------------------------------------------------- | --------- |
| Australien (ARIA)            | Gold                                                                   | 35.000    |
| Dänemark (IFPI)              | Platin                                                                 | 90.000    |
| Neuseeland (RMNZ)            | 4× Platin                                                              | 120.000   |
| Vereinigtes Königreich (BPI) | 3× Platin                                                              | 1.800.000 |
| Insgesamt                    | 1× Gold · 8× Platin ·                                                  | 2.045.000 |

Hauptartikel: Paul Simon/Auszeichnungen für Musikverkäufe

## Coverversionen
2009 erreichte eine Coverversion von DJ Rebel & FTW in Belgien Platz 14 (Flandern) beziehungsweise Platz 39 (Wallonien). Weitere Coverversionen existieren unter anderem von:
- 1987: London Symphony Orchestra
- 1999: Countdown Singers
- 2000: Sons of Pitches
- 2005: Ryan Cabera
- 2006: Fool Moon
- 2007: Hot Club de Paris
- 2009: Noah and the Whale
- 2011: Darwin Deez
- 2011: The Limousines
- 2016: Le Rock & RoxS feat. Dan McGahan
- 2016: Little Rose feat. Ruby Prophet
- 2017: Vance Joy
- 2018: Eddie Berman